# Aeropuertos y Servicios Auxiliares
Aéroports et Services auxiliaires (ASA) administre et opère 18 aéroports propres et 5 en société au Mexique.

## Aéroports opérés par ASA
| \| 500 km1:6 468 000 \| Campeche Chetumal Ciudad del Carmen Campeche Ciudad Victoria Colima Guaymas Ixtepec Loreto Matamoros Nogales Nuevo Laredo Poza Rica Puebla Puerto Escondido Tamuín Tehuacán Tepic Uruapan |
| 500 km1:6 468 000 |

| Aéroport                                         | Ville            | État                    | ICAO | IATA |
| ------------------------------------------------ | ---------------- | ----------------------- | ---- | ---- |
| Aéroport international Ing. Alberto Frappe Ongay | Campeche         | Campeche                | MMCP | CPE  |
| Aéroport international de Chetumal               | Chetumal         | Quintana Roo            | MMCM | CTM  |
| Aéroport international de Ciudad del Carmen      | Ciudad Carmen    | Campeche                | MMCE | CME  |
| Aéroport international de Ciudad Obregón         | Ciudad Obregón   | Sonora                  | MMCN | CEN  |
| Aéroport international Général Pedro José Méndez | Ciudad Victoria  | Tamaulipas              | MMCV | CVM  |
| Aéroport de Colima                               | Colima           | Colima                  | MMIA | CLQ  |
| Aéroport international Général José María Yáñez  | Guaymas          | Sonora                  | MMGM | GYM  |
| Aéroport international de Loreto                 | Loreto           | Basse-Californie du Sud | MMLT | LTO  |
| Aéroport international Général Servando Chaînes  | Matamoros        | Tamaulipas              | MMMA | MAM  |
| Aéroport international de Nogales                | Nogales          | Sonore                  | MMNG | NOG  |
| Aéroport international Quetzalcóatl              | Nuevo Laredo     | Tamaulipas              | MMNL | NLD  |
| Aéroport national Le Tajín                       | Poza Rica        | Veracruz                | MMPA | PAIX |
| Aéroport international de Puebla                 | Puebla           | Puebla                  | MMPB | PBC  |
| Aéroport International de Puerto Escondido       | Puerto Escondido | Oaxaca                  | MMPS | PXM  |
| Aéroport National de Tamuín                      | Tamuín           | San Luis Potosí         | MMTN | TSL  |
| Aéroport national de Tehuacán                    | Tehuacán         | Puebla                  | MMHC | TCN  |
| Aéroport international Armando Nervo             | Tepic            | Nayarit                 | MMEP | TPQ  |
| Aéroport international de Uruapan                | Uruapan          | Michoacán               | MMPN | UPN  |

## Histoire
Le 10 juin 1965 par arrêté présidentiel a été créé ASA et ses principales fonctions assignées ont été d'administrer, d'opérer et de maintenir les aéroports et d'offrir des services complémentaires, auxiliaires et commerciaux de 34 aéroports existants au Mexique (en ce temps-là). ASA a été créée face à la nécessité d'un Organisme central qui se chargerait de la modernisation et agrandissement de l'infrastructure aéroportuaire du Mexique; de la maintenance et amélioration des services de navigation et de la fourniture de combustible, ainsi que de stimuler le développement de l'aviation commerciale mexicaine et de ses routes touristiques.
Le principal défi de ces premiers années a été de moderniser et augmenter l'infrastructure existante, afin que celle-ci répondît aux nouveaux défis des progressions technologiques, ainsi que l'augmentation des demandes d'opérations, laquelle grandissait de façon exponentielle. Pendant ses premières dix années, ASA a construit, élargit et réhabilité 25 aéroport, contribuant ainsi a la mis à jour du réseau et des installations aéronautiques du pays. 

## Objectifs
La mission d'ASA est maintenir de façon performante l'infrastructure de son réseau aéroportuaire et de gares de combustibles, en promouvant de nouvelles installations nécessaire soutenir le développement;  Fournir la formation pour le renforcement du secteur et participer à des nouveaux projets aéroportuaires.
Ses objectifs institutionnels sont:
1. Élargir la couverture et améliorer la qualité de l'infrastructure et des services de transport aérien.
2. Augmenter la compétitivité du transport aérien dans son infrastructure et dans ses services.
3. Faciliter l'interconnexion de l'infrastructure aéroportuaire et les services des divers modes de transport.
4. Renforcer la prévention d'accidents et dysfonctionnements dans les services de transport aérien et les aéroports.
5. Fortifier l'autorité aéronautique dans la fonction de recteur et promotion du transport aérien en maintenant actualisé le cadre juridique et réglementaire.

ASA est un organe décentralisé du Secrétariat de Communications et Transports. Il stimule le développement des combustibles alternatifs d'aviation et il coordonne les efforts avec les autres instances du gouvernement fédéral et de l'État, ainsi qu'avec l'initiative privée et les organisations académiques et de recherche, pour créer cette industrie au niveau national. ASA est l'unique fournisseur de combustible d'aviation au Mexique.

## Nombre de passagers
Nombre de passagers dans chaque aéroport à l'an 2015:
| Nombre | Aéroport                                         | Ville             | État                    | Passagers |
| ------ | ------------------------------------------------ | ----------------- | ----------------------- | --------- |
| 1      | Aéroport international de Ville du Carmen        | Ciudad del Carmen | Campeche                | 623 154   |
| 2      | Aéroport international de Puebla̟                 | Puebla            | Puebla                  | 327 811   |
| 3      | Aéroport international de Ville Obregón          | Ciudad Obregón    | Sonora                  | 245 492   |
| 4      | Aéroport international de Port Caché             | Puerto Escondido  | Oaxaca                  | 185 330   |
| 5      | Aéroport international Ing. Alberto Frappe Ongay | Campeche          | Campeche                | 181 751   |
| 6      | Aéroport international de Chetumal               | Chetumal          | Quintana Roo            | 179 377   |
| 7      | Aéroport national Licencié Miguel de la Madrid   | Colima            | Colima                  | 113 583   |
| 8      | Aéroport International Aimé Nervo                | Tepic             | Nayarit                 | 113 043   |
| 9      | Aéroport International de Uruapan                | Uruapan           | Michoacán               | 110 067   |
| 10     | Aéroport International Général Servando Chaînes  | Matamoros         | Tamaulipas              | 97 654    |
| 11     | Aéroport International Général Pedro José Méndez | Ciudad Victoria   | Tamaulipas              | 75 156    |
| 12     | Aéroport International Quetzalcóatl              | Nuevo Laredo      | Tamaulipas              | 72 978    |
| 13     | Aéroport national Le Tajín                       | Poza Rica         | Veracruz                | 60 575    |
| 14     | Aéroport international de Loreto                 | Loreto            | Basse-Californie du Sud | 57 907    |
| 15     | Aéroport international Général José María Yáñez  | Guaymas           | Sonora                  | 16 895    |
| 16     | Aéroport international de Noyers                 | Nogales           | Sonora                  | 2 977     |
| 17     | Aéroport national de Tehuacán                    | Tehuacán          | Puebla                  | 2 812     |
| 18     | Aéroport national de Tamuín                      | Tamuín            | San Luis Potosí         | 1 598     |
| Total  | 2 468 160                                        |                   |                         |           |